# Monclova
Monclova là một đô thị thuộc bang Coahuila, México. Năm 2005, dân số của đô thị này là 200160 người.